# Mianzhu

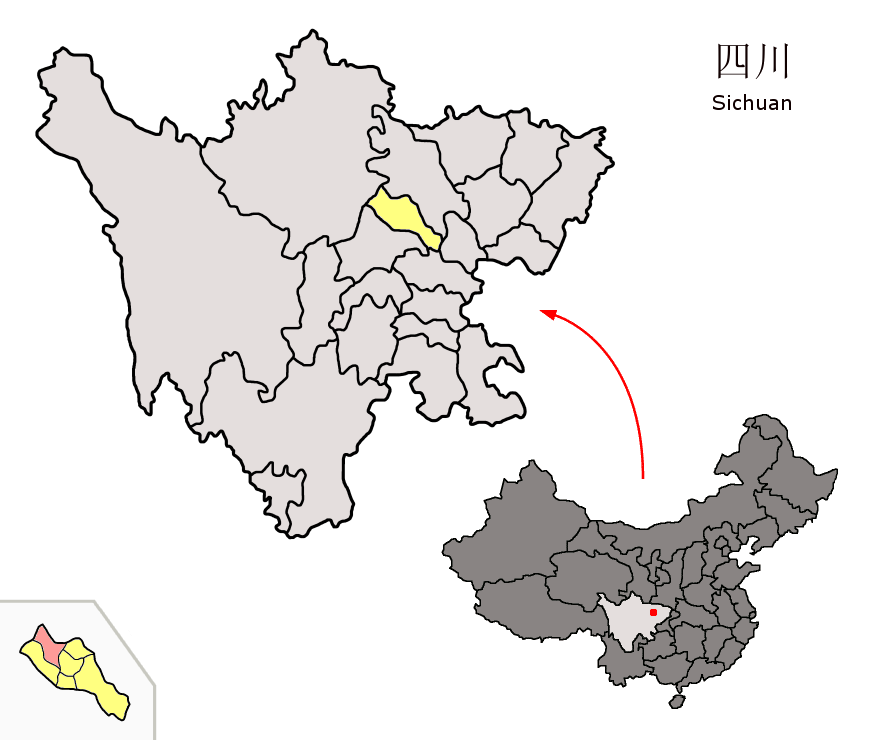
Lage von Mianzhu (pink) im Kreis Deyang (gelb).

Mianzhu (chinesisch 绵竹市, Pinyin Miánzhú Shì) ist eine kreisfreie Stadt der bezirksfreien Stadt Deyang in der chinesischen Provinz Sichuan. Die Fläche beträgt 1.221 km² und die Einwohnerzahl 439.958 (Stand: Zensus 2020). 1999 zählte Mianzhu 513.675 Einwohner.
Die Stätte der Jiannanchun-Brauerei (Jiannanchun jiufang yizhi 剑南春酒坊遗址) in der Großgemeinde Jiannan steht seit 2006 auf der Liste der Denkmäler der Volksrepublik China (6-184).

## Administrative Gliederung
Mianzhu setzt sich aus 19 Großgemeinden und 2 Gemeinden zusammen. Diese sind:
- Großgemeinde Dongbei 东北镇
- Großgemeinde Xinan 西南镇
- Großgemeinde Zundao 遵道镇
- Großgemeinde Jiulong 九龙镇
- Großgemeinde Xinglong 兴隆镇
- Großgemeinde Hanwang 汉旺镇
- Großgemeinde Gongxing 拱星镇
- Großgemeinde Tumen 土门镇
- Großgemeinde Guangji 广济镇
- Großgemeinde Jinhua 金花镇
- Großgemeinde Yuquan 玉泉镇
- Großgemeinde Banqiao 板桥镇
- Großgemeinde Xinshi 新市镇
- Großgemeinde Xiaode 孝德镇
- Großgemeinde Fuxin 富新镇
- Großgemeinde Qitian 齐天镇
- Großgemeinde Shendi 什地镇
- Großgemeinde Mianyuan 绵远镇
- Großgemeinde Jiannan 剑南镇
- Gemeinde Qingping 清平乡
- Gemeinde Tianchi 天池乡